# HMS M25
HMS M25 var en svensk minsvepare som byggdes på Holms Yachtvarv i Gamleby. Hon sjösattes under hösten 1941 och levererades till flottan den 15 oktober samma år. M25:s karriär är mytomspunnen och hon ingick så sent som på 1970-talet som röjdykarfartyg inom 6. minröjningsdivisionen och 1. röjdykardivisionen. Hennes tjänstgöring fortsatte sedermera in på 2000-talet då hon ombyggdes till navigationsövningsfartyg 1992. Hon utrangerades slutligen 2004. Den 23 mars 2013 sänktes hon i Limfjorden i Danmark som ett dykobjekt.[källa behövs]